# Humberto Maturana Romesín
Humberto Maturana Romesín (castellà: Humberto Maturana)  (Santiago de Xile, 14 de setembre de 1928 - Santiago de Xile, 6 de maig de 2021) va ser un biòleg xilè i filòsof. Molts el consideren un membre del segon grup generacional de pensadors cibernètics, com Heinz von Foerster, Gordon Pask, Herbert Brün i Ernst von Glasersfeld.

Maturana, juntament amb Francisco Varela i Ricardo B. Uribe, va ser particularment conegut per crear el terme autopoesi sobre l'estructura autoproductiva als sistemes vius, i conceptes com ara el determinisme estructural i l'acoblatge estructural. La seva feina va ser influent en molts camps, principalment el camp de la teoria de sistemes i la cibernètica. En general, el seu treball es va concentrar en la biologia de la cognició. Maturana (2002) va insistir que l'autopoesi existeix només en l'àmbit molecular, i no va estar d'acord amb l'extensió del concepte a la sociologia i altres camps:
L'àmbit molecular és l'àmbit únic d'entitats que a través de les seves interaccions generen una diversitat oberta d'entitats (amb arquitectures dinàmiques diferents) de la mateixa classe, en una dinàmica que pot generar una diversitat oberta de processos recursius que al seu torn generen una composició d'una diversitat oberta d'entitats dinàmiques singulars.

## Vida i carrera
Després de completar l'institut al Liceo Manuel de Sala el 1947, va matricular-se a la Universitat de Xile, estudiant primer medicina a Santiago, i després biologia a Londres i a Cambridge, Massachusetts. El 1954 va obtenir una beca de la Fundació Rockefeller per estudiar anatomia i neurofisiologia amb J. Z. Young (qui més tard va escriure el pròleg del llibre de Maturana L'Arbre del Coneixement) al University College de Londres. Va obtenir el seu doctorat en biologia a la Universitat Harvard el 1958.
Va treballar en neurociència a la Universitat de Xile, al centre de recerca "Biología del Conocer" (Biologia del Saber). El treball de Maturana ha estat desenvolupat i integrat al treball de coaching ontològic desenvolupat per Fernando Flores i Julio Olalla.
El 1994 va rebre el premi Nacional de Ciències Naturals de Xile.
Maturana va establir el seu propi centre de reflexió i de recerca, l' Instituto de Formación Matriztica. El 2020 li va ser atorgada la pertanyen la honorària de la Cybernetics Society.
Maturana va morir el 6 de maig de 2021, a l'edat de 92 anys, a causa d'una pneumònia.